# 黄色いカラスe.p.
「黄色いカラスe.p.」（きいろいカラスイーピー）は、tacicaの1枚目のシングル。2008年1月17日にLilBalletから発売された。

## 解説
全作詞、黄色いカラス/コオロギ作曲は猪狩翔一、アースコード作曲は猪狩翔一、小西悠太。全編曲はtacica。
自主レーベル「LilBallet」を立ち上げ、初めてリリースされるシングル。インディーズ2枚目であり、インディーズ時代最後のシングル作品。シングルとしては自主製作盤である前作「アナフィラキシー」から約2年振りのリリース。初回盤は5,000枚限定の紙ジャケット仕様で発売された。その後紙ジャケット仕様の限定盤が完売し、通常版に切り替わったが2008年9月生産終了。現在は初回盤、通常盤共に流通していない。

## 収録曲
1. 黄色いカラス
2. コオロギ
3. アースコード